# 憲法法庭112年憲暫裁字第1號裁定
憲法法庭112年憲暫裁字第1號裁定是中華民國憲法法庭在2023年10月20日作成的暫時處分實體裁定，要求新竹縣選舉委員會延長保管2022年新竹縣鄉民代表選舉新豐鄉第4選舉區全部投票所的選舉人名冊及選舉票。

## 背景
葉高潔2022年參加新竹縣新豐鄉鄉民代表選舉，應選名額為5名。他獲得1667票，排名第6，低於排名第5的姜政焜僅2票。
中華民國《公職人員選舉罷免法》第69條第1項規定，區域與原住民族立法委員、直轄市或縣市長選舉，差距票數在有效票數千分之三以內的，可以聲請重新計票，也就是俗稱的「驗票」。落選者可以請求法院查封選舉人名冊與選票，再次確認得票數。
葉高潔認為差距票數在有效票數千分之一以內，向臺灣新竹地方法院聲請重新計票，但是，《公職人員選舉罷免法》允許可以聲請重新計票的選舉類型，並不包含鄉（鎮、市）民代表選舉。他便主張類推適用該條規定，同時認為《公職人員選舉罷免法》第69條第1項未開放其它類型選舉可以聲請重新計票，違反《中華民國憲法》第7條平等原則，並牴觸《憲法》第17條及第130條後段保障被選舉權、《憲法》第18條保障服公職權的意思，請求法院停止審判，聲請憲法法庭審查這個法規範有沒有違反《憲法》。
新竹地方法院認為：《選罷法》是刻意地只列舉某些類型，而有意忽略其它類型。因此，不能夠於鄉民代表選舉事件類推適用該條的法律效果。裁定駁回原告的聲請。葉高潔不服，提起抗告，高等法院也予駁回。葉高潔便於2023年8月向憲法法庭聲請法規範憲法審查與裁判憲法審查。

## 法庭見解
憲法法庭作成的裁定主文為：
中華民國111年新竹縣鄉民代表選舉新豐鄉第4選舉區全部投票所之選舉人名冊及選舉票，應延長保管至本件暫時處分裁定失其效力時。
憲法法庭的理由是，選舉人名冊與選票有一定保存期限，倘若不暫時處分保全，聲請人的權利或公共利益，將會遭受難以回復的重大損害。

## 案件意義
本件是中華民國的司法違憲審查史上，第三起作出的「暫時處分」（定暫時狀態假處分）。司法院大法官在本件以前，只作成2次：第一次是2005年有關《戶籍法》按捺指紋換發身分證的案件（後來作成司法院釋字第599號解釋）；第二次是2022年有關改定親權事件的憲法法庭111年憲暫裁字第1號裁定（後作成憲法法庭111年第8號判決）。
此外，這起案件是憲法法庭第一次在沒有當事人聲請的情況下，依職權（主動）作成的暫時處分，同時也是憲法法庭首次作出有關選舉事務的實體裁定。
律師張道周認為，這起案件將會影響未來臺灣選舉法制的設計。

## 外部連結
- 憲法法庭網站：112年憲暫裁字第1號 （页面存档备份，存于）